# 佩克德莱斯佩朗斯
佩克德莱斯佩朗斯（法語：Pechs-de-l'Espérance，法語發音：[pɛk də lɛspeʁɑ̃s]）是法国多尔多涅省的一个市镇，属于萨拉拉卡内达区。该市镇于2022年1月1日由原市镇卡祖莱斯、奥尔利亚盖和佩里亚克和米亚克合并而成，行政中心位于佩里亚克和米亚克。

## 地理
佩克德莱斯佩朗斯（44°53'16"N, 1°24'27"E）面积19.69 平方千米，位于法国新阿基坦大区多爾多涅省，该省份为法国西南部内陆省份，是法國本土面积第三大的省，大致对应佩里戈尔地区，北起顺时针与夏朗德省、上维埃纳省、科雷兹省、洛特省、洛特-加龙省、吉倫特省和滨海夏朗德省接壤。
与佩克德莱斯佩朗斯接壤的市镇（或旧市镇、城区）包括：萨利尼亚克-埃维格、苏亚克、朗扎克、勒罗克、圣于连德朗蓬、卡尔吕、锡梅罗勒、卡祖莱斯、佩里亚克和米亚克、奥尔利亚盖。
佩克德莱斯佩朗斯的时区为UTC+01:00、UTC+02:00（夏令时）。

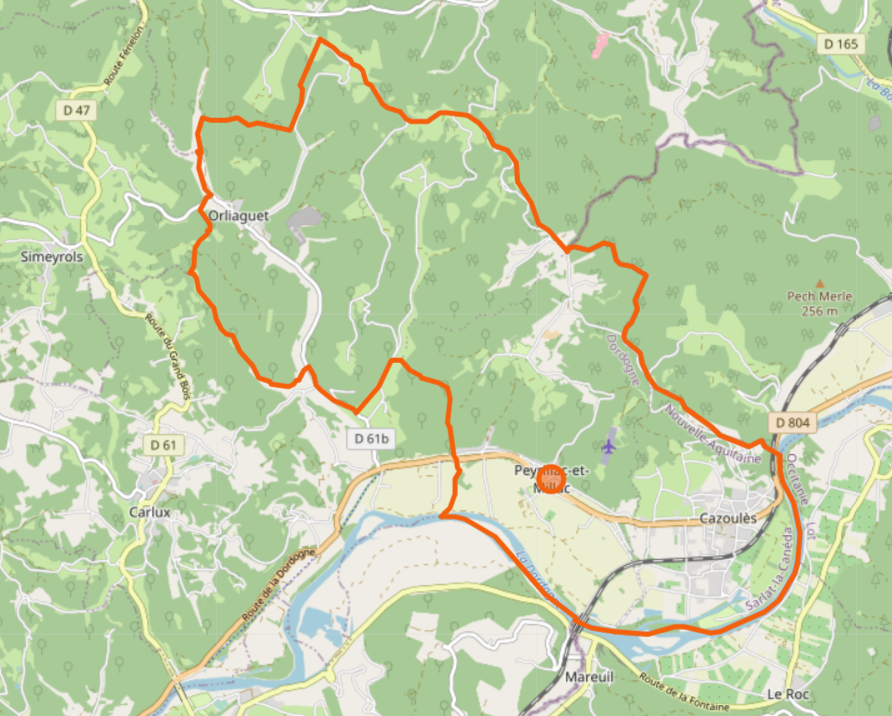
佩克德莱斯佩朗斯的OSM定位图

## 行政
佩克德莱斯佩朗斯的邮政编码为，INSEE市镇编码为24325。

## 政治
佩克德莱斯佩朗斯所属的省级选区为泰拉松-拉维勒迪约县。

## 人口
佩克德莱斯佩朗斯于2022年1月1日时的人口数量为784人。